# Drosophila pseudoobscura
Espèce
Drosophila pseudoobscura est une espèce d'insectes diptères du genre Drosophila. Cette mouche appartient au même sous-groupe que Drosophila melanogaster. D. pseudoobscura est une espèce endémique  d’Amérique du nord.
Le génome de Drosophila pseudoobscura est entièrement séquencéet les informations relatives à cet organisme sont compilées dans FlyBase.

## Première publication
Frolova, S. L., and Astaurov, B. L., Zeits. f. Zellforsch. u. mikr. Anat., 10, 201-213. (1929)